# Кери (округ)
Округ Кери (енгл. County Kerry, ир. Contae Chiarraí) је један од 32 историјска округа на острву Ирској, смештен у његовом југозападном делу, у покрајини Манстер.
Данас је округ Кери један од 26 званичних округа Републике Ирске, као основних управних јединица у држави. Седиште округа је град Трали, а важан је и град Киларни.

## Положај и границе округа
Округ Кери се налази у југозападном делу ирског острва и Републике Ирске и граничи се са:
- север: Атлантски океан (Естуар реке Шенон),
- североисток: округ Лимерик,
- југоисток: округ Корк,
- југ и запад: Атлантски океан.

## Природни услови
Кери је по пространству један од већих ирских округа - заузима 5. место међу 32 округа.
Рељеф: Округ Кери се састоји две сасвим различите целине. Северни и источни делови округа су равничарски до бреговити, надморске висине до 200 м. Стога је округ познат као пољопривредно подручје. Јужни и западни делови до Атлантског океана су изразито планинских одлика (планине Мекгилкади Рикс), слабије насељени, али изванредно лепи и очувани, па су данас важно туристичко одредиште на острву. Ово је посебно важно у за полуострво Дингл.
Клима Клима у округу Кери је умерено континентална са изразитим утицајем Атлантика и Голфске струје. Стога град одликује блага и веома променљива клима.
Воде: Округ Кери је богат водама. Округ има веома дугу обалу ка Атлантику на западу, југозападу и северозападу. На северозападу округа се налази ушће познате ирске реке Шенон, која се потом развија у велики естуар. Од месних река познате су Фил и Лон. У оквиру округа постоји више језера, од којих су посебно позната Киларни језера.

## Становништво
По подацима са Пописа 2011. године на подручју округа Кери живело је око 145 хиљада становника, већином етничких Ираца. Ово је готово двоструко мање него на Попису 1841. године, пре Ирске глади и великог исељавања Ираца у Америку. Међутим, последње три деценије број становника округа расте по стопи од приближно 0,5% годишње.
Густина насељености - Округ Кери има густину насељености од нешто преко 30 ст./км², што је за двоструко мање од државног просека (око 60 ст./км²). Источна половина округа је боље насељена него западна.
Језик: Око 15% окружног становништва насељава тзв. Подручја ирског језика (западни део округа), где је једино ирски језик у званичној употреби. У остатку округа се равноправно користе енглески и ирски језик.